# Club Social y Deportivo Municipal
El Club Social y Deportivo Municipal es un equipo de Guatemala y un club de fútbol de la Ciudad de Guatemala. Fue fundado el 17 de mayo de 1936 y actualmente compite en la Liga Nacional de Guatemala donde juega sus partidos de local en el Estadio Manuel Felipe Carrera.
En el ámbito local posee un total de 32 Ligas Nacionales, 8 Copas de Guatemala y 5 Copas Campeón de Campeones, mientras que en el ámbito internacional cuenta con 2 Copa Fraternidad Centroamericana, 2 Copa Interclubes de la Uncaf y 1 Copa de Campeones de la Concacaf acreditándolo así como el equipo guatemalteco con más títulos internacionales.  
Cuenta con la distinción de ser el único equipo en la historia de la Liga Nacional que ha estado presente en todos los torneos nacionales y también es conocido por ser el club con las mejores fuerzas básicas del país, al formar a grandes futbolistas para el balompié guatemalteco. 
Las épocas más relevantes en la historia del club se pueden resumir en 3 etapas acompañadas de importantes éxitos y gloria.
La primera etapa fue en el período 1970-1977 cuando se obtuvieron 4 torneos de Liga, 2 torneos de Fraternidad Centroamericana y 1 Campeón de Campeones pero el mayor logro sucedió cuando Municipal se convirtió en el primer y único equipo guatemalteco que ganó en la cancha la Copa de Campeones de la Concacaf que tuvo lugar en el año 1974 y que gracias a ello disputó la Copa Interamericana ante Independiente de Avellaneda que hasta ahora ha sido la única participación intercontinental de un equipo guatemalteco en toda la historia.
La segunda etapa muy importante es el resurgimiento en el período 1987-1995 cuando Municipal logra 5 títulos de liga, incluyendo dentro de ellos el primer tricampeonato de la historia de la Institución, acompañado de 1 título de Copa y 1 de Campeón de Campeones y, a su vez, llega a 2 cuadrangulares finales de Copa de Campeones de Concacaf, estando muy cerca de ganar las mismas, alcanzando un tercer y segundo lugar respectivamente.
La tercera etapa y la más importante, es el período 2000-2006 cuando ya se jugaban torneos cortos y se obtienen 10 campeonatos de Liga Nacional, 2 torneos de Uncaf y 2 torneos de Copa para un total de 14 títulos en un periodo de 7 años. Una cantidad de títulos nunca alcanzados por ningún otro equipo en Centroamérica.

## Historia

### Fundación
El Club Social y Deportivo Municipal fue fundado el 17 de mayo de 1936 por un grupo de trabajadores de la Municipalidad de la ciudad de Guatemala, bajo el nombre CSD ayuntamiento Arturo Bickford, Intendente Municipal y primer presidente honorario, junto al eterno capitán Manuel Felipe Carrera, fueron los primeros encargados que empezaron la historia de uno de los equipos más importantes de Guatemala gracias a sus éxitos deportivos, Municipal cuenta con 32 títulos de Liga y un Campeonato de la Concacaf en 1974. Disputó su primer partido por el ascenso de categoría el 6 de marzo de 1938 contra el equipo Bronte, imponiéndose por marcador de dos goles a uno.
En 1938 el club debutó en el campeonato de Liga Capitalina, contra el equipo IRCA, con el cual empató a dos goles. Al finalizar el torneo llegaron a ser subcampeones.

### Primeros éxitos

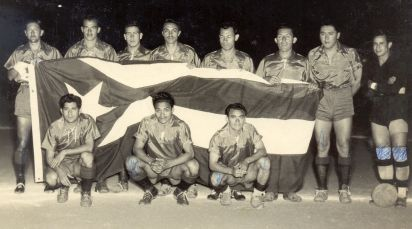
Equipo de Municipal campeón del Torneo Independencia de Cuba en 1948.

En el torneo de la temporada 1942-43 en febrero del 43, finalizó en primer lugar empatado en puntos con Tipografía Nacional y Guatemala FC por lo que tuvo que disputar una triangular contra estos equipos en el que salió triunfador, consiguiendo así su primer campeonato de liga.
En el campeonato de 1947 volvió a conquistar el título de liga por cinco puntos de ventaja sobre el España FC.
De 1948 a inicios de 1950 no hubo torneos oficiales, debido a la preparación de la Selección nacional para los VI Juegos Centroamericanos y del Caribe
En la década de 1950, el equipo volvió a conquistar otras 2 ligas en las temporadas 1950-51 y 1954-55. En la primera, el club se coronó campeón por diferencia de 1 punto sobre el equipo de Comunicaciones. En la liga de 1954-55, estos dos clubes finalizaron empatados en el primer lugar con 25 puntos, teniendo que disputarse una serie de desempate entre ambos, en donde se impusieron los Rojos por marcador global de dos goles a uno.

### Años 1960
Durante 9 años el equipo no consiguió ganar el torneo de liga. A comienzos de la década de 1960, el club ganó su primer torneo de Copa de la mano del guatemalteco Carlos «Pepino» Toledo.
En el campeonato liguero de 1963-64 se contrató al técnico chileno Luis Grill Prieto, que logró llevar al equipo a disputar la final contra Xelajú MC después de que estos dos equipos terminaran empatados en la cima de la tabla con 28 puntos. En el primer partido realizado en el Estadio Mario Camposeco en Quetzaltenango, el equipo Rojo se impuso por un gol a cero; en el partido de vuelta hubo empate a un gol. De esta manera Municipal consiguió su quinto título de liga.
En la temporada 1965-66 el equipo logró alzar el sexto campeonato de liga en su historia, jugando veintidós partidos, ganando siete y perdiendo solo uno. Dos años después lograba obtener su segundo título de Copa. En la fase regular de la campaña 1969-70, el equipo quedó empatado en el liderato con Comunicaciones, para después en la hexagonal final obtener su séptima liga, al ganar nueve de los diez juegos disputados en esta fase.

### Años 1970
Durante esta década se abrió un gran ciclo de éxitos para el club, en la cual logró ganar tres ligas y dos copas internacionales. En 1973 y 1974 el equipo se consagró campeón de liga, siendo la segunda vez que obtenía un bicampeonato.
Durante 1974 en el plano internacional el equipo conquista el Copa Fraternidad Centroamericana y la Copa de Campeones de la Concacaf venciendo en la final a doble partido al Transvaal de Surinam, ganando ambos juegos por dos goles a uno. De esta manera se convirtió en el primer equipo guatemalteco en ganar la Copa de Campeones de la Concacaf. Obtuvo el derecho a jugar la Copa Interamericana contra el Independiente de Avellaneda, disputando ambos partidos en el Estadio Mateo Flores en Guatemala. En el primer partido obtuvo la victoria el club argentino por un gol a cero, con anotación de Ricardo Bochini, en el segundo partido se impuso el equipo de Municipal, por el mismo marcador, con un gol de José Emilio Mitrovich, por lo que se jugaron tiempos extras y luego se llegó a la definición por penales que fue ganada por el equipo de Avellaneda por cuatro goles a dos.

### Años 1980
En este decenio el conjunto rojo atravesó una crisis de títulos, la cual duró 11 años. Tardaron nueve años en recuperar el trono que perdieron. Fueron 11 años de penurias y sinsabores. Esta fase negativa dio inicio en 1977 y culminó en 1987. La época más difícil para los rojos del Municipal empezó en el torneo de liga 1980, donde en la octogonal por el título quedó hasta el fondo de la tabla. Pero el colmo llegó en la fase de clasificación del siguiente año, en 1981, donde de los doce que participaron, los rojos fueron los penúltimos. Municipal no jugaba en 1981 su primer campeonato de liga. Cuando disputaron su primera liguilla para evitar el descenso, fueron los segundos de la cuadrangular. En la clasificación de 1982 quedaron novenos y nuevamente no clasificaron para estar otra vez en la disputa del título, pero sí estuvieron en su segunda liguilla donde bajaron un escalón más y fue hasta en la clasificación del año 1985 cuando se fueron a jugar una liguilla donde todos los equipos terminaron empatados con los mismos puntos.
Ante la situación tan crítica, se dio paso a una nueva directiva en el conjunto escarlata. Y 1986 marcó el inicio de nuevos directivos con la única visión de colocar a los rojos en el lugar que les correspondía. Es así que desde esa fecha Municipal volvió a ser una vez más parte de la afición de la República. 
Esta fase negativa llegó a su fin en 1987 con la obtención de su novena liga de la mano de Miguel Ángel Brindisi. Sucedió en 1987. Un campeonato a tres vueltas con cuatro clasificados, para definir al monarca. Los rojos tenían ya medio boleto, pues fueron los amos de la fase de clasificación.
Al jugarse la cuadrangular a dos vueltas, el Aurora fue el primero y se fue a partido extra contra Municipal. Empate a cero en los tiempos reglamentarios y en tiempos extras. En la serie de penaltis Municipal se proclamó campeón ante 23 mil espectadores. Miguel Ángel Brindisi, argentino, le dio su pergamino número 11, a base de orden y disciplina. Municipal alcanzó a ganar también las ligas de 1988-89 y 1989-90 consiguiendo así su primer tricampeonato de la historia.

### Años 1990
La década de los años 1990 fue una época estable para el club en el ámbito nacional, en el cual consiguió ganar otras 2 ligas en las temporadas 1991-92 y 1993-94, y 3 Torneos de Copa, dos de estos de manera consecutiva en 1994 y 1995, y el tercero en 1998. En el medio internacional el equipo llegó a otras dos finales de la Copa de Campeones de la Concacaf y a una más en el Torneo Grandes de Centroamérica, sin embargo, todas estas fueron ganadas por el Saprissa de Costa Rica.
En 1999, se dejan de realizar los Torneos Largos para dar paso a un nuevo sistema de competición de liga llamado "Torneo Corto", dividiéndose de esta manera el año futbolístico en dos campeonatos: Torneo Apertura y Clausura. Al finalizar el Apertura 1999, Comunicaciones y Municipal se enfrentaron en la primera final del nuevo formato, donde los primeros fueron campeones.

### Años 2000
En el Clausura 2000 nuevamente se enfrentaron en la final a doble partido Rojos y Cremas. En el primer juego Municipal perdió dos goles a uno, pero en el siguiente, la victoria Escarlata fue de dos goles a cero. Consiguiendo así su título número dieciséis bajo la dirección del entrenador argentino Horacio Cordero.
En el torneo Apertura 2000, los rojos vuelven a ser campeones de liga derrotando nuevamente en la final a Comunicaciones. A mitad de temporada del torneo Apertura 2001 el técnico Horacio Cordero abandona el club para irse a dirigir al PAS Giannina de la primera división del fútbol griego. Por esta razón se contrata al entrenador paraguayo Ever Hugo Almeida. A pocos días de haberse hecho del cargo, el técnico Almeida tuvo su primer reto importante ya que debía disputar la cuadrangular final por el título de la Uncaf, el cual además otorgaba la clasificación para los cuartos de final de la Liga de Campeones de la CONCACAF. El equipo debutó con un empate 1-1 ante el anfitrión Saprissa de Costa Rica. En el segundo encuentro el equipo rojo le ganó por goleada a Comunicaciones por marcador de cuatro goles a cero. El tercer partido terminó con triunfo por dos goles a uno frente al Olimpia de Honduras. Este resultado y la combinación del marcador de 3 a 2 a favor de Saprissa contra Comunicaciones le dieron el título al equipo de Municipal por diferencia de goles.
En el campeonato de Reordenamiento 2001, el equipo vuelve a llegar a la final, esta vez enfrentándose al Cobán Imperial, el primer partido se disputó en el Estadio José Ángel Rossi de la ciudad de Cobán. El marcador terminó 3 a 0 en favor del equipo local. Sin embargo en el partido de vuelva Municipal empató el marcador global a 3 goles y se apoderó del título en los penales por 4 goles a 2.
En la final del torneo Clausura 2002, el equipo consigue ganar su vigésimo título de liga, nuevamente ante su rival Comunicaciones. Luego de 3 títulos conseguidos, se destituye a Ever Hugo Almeida como técnico Rojo y se fichá al argentino Enzo Trossero como nuevo director técnico. De la mano de este el equipo consigue ganar 5 torneos de liga de forma consecutiva y una Copa Uncaf en 2004, marcando una de las épocas más gloriosas de la institución.
En 2007 el técnico Enzo Trossero renuncia a su cargo y le sustituye otro argentino, Jorge Benítez. Pero los malos resultados y la deteriorada relación con la afición, terminó con su renuncia a la mitad del siguiente torneo.
Luego de esto, se dio el regreso de Horacio Cordero, quien consigue el título número 26 en la historia de la institución deportiva. Con ello Horacio Cordero lograba su cuarto título con Municipal (1993-94, Clausura 2000, Apertura 2000 y Clausura 2008).
Luego de un año sin ganar ningún torneo, la entidad contrató al entrenador argentino Jorge Habegger, que logra llevar al equipo a otra final del campeonato contra Comunicaciones, los Rojos se imponen por un gol a cero en el partido de ida y empatan sin anotaciones en el encuentro de vuelta, coronándose nuevamente como campeones.

### Años 2010
Para el torneo Clausura 2010 el equipo comienza de manera negativa la defensa de su título, llegándose a ubicar en la novena posición de la tabla. Por esta razón renuncia Habbeger y la directiva contrata al uruguayo Manuel Keosseian. Con el nuevo técnico, el equipo endereza su rumbo y consigue clasificarse dentro de los 6 primeros equipos, para la disputa por el título. Municipal consiguió su vigésimo octavo título de liga derrotando en la final a doble partido al equipo Xelajú MC, por un marcador global de siete goles a uno, ganando el primer partido por tres goles a uno y el segundo por un contundente cuatro a cero.
Luego de obtener el título, el 6 de mayo de 2010 Keosseián renuncia a la dirección técnica para convertirse en entrenador del Peñarol de Uruguay. Para terminar de afrontar el torneo se contrata al portugués Guilherme Farinha.
En el Apertura 2010, Municipal disputó una nueva final a doble partido contra Comunicaciones, en ambos encuentros terminó empatado el marcador, en el juego de ida a un gol, y en el de vuelta a dos goles. En la tanda de penales Municipal perdió por cuatro a tres. Nuevamente en la final del torneo Clausura 2011 se vuelven a enfrentar contra Comunicaciones pero esta vez es derrotado en ambos partidos por marcador de tres goles a cero.
El 18 de diciembre de 2011 se proclamó campeón en el torneo Apertura 2011 llegando así a 29 torneos de liga, ganándole al Comunicaciones por marcador global de 4 a 0. En el Clausura 2012, llega a la final y se enfrenta al Xelajú M.C., Municipal gana el juego de ida en el Estadio Mateo Flores 2 a 1, pero en el partido de vuelta en el Mario Camposeco, cae derrotado 1 a 2, y después de los tiempos extras, es vencido en penales.
Para el torneo Apertura 2012, nuevamente llega a la final enfrentándose a su histórico rival Comunicaciones, en el primer partido jugando el 14 de diciembre en el Estadio Mateo Flores cae derrotado 0 a 3, y en el partido de vuelta jugado el 17 de diciembre en el Estadio Cementos Progreso, cae nuevamente con marcador de 0 a 1, con un autogol de Alvizuris, por lo que nuevamente se queda con el subcampeonato.

#### DebacleRoja
Luego de un año sin conseguir la liga, inicia el Clausura 2013 con la continuidad de Ramón Maradiaga, pero tras disputarse 5 jornadas es cesado de su cargo y en su lugar es nombrado Martin Plachot, quien dirigía las fuerzas básicas del equipo. Luego del peor inicio en torneos cortos del club con Madariaga y Plachot, donde en 9 partidos el club solo lograría un punto, llegaría el chileno Fernando Díaz quien poco a poco logra sacar al club de los últimos puestos.
En la segunda parte del torneo se logró una mejoría cosechando 17 puntos de 33 posibles, mismos que sirvieron para alejarse del descenso en la tabla acumulada. Tras la pésima primera ronda, Municipal firmaba su peor suma de puntos y posición en una fase de clasificación de torneos cortos, con 20 puntos en la undécima posición, solo por encima de Juventud Escuintleca por diferencia de goles. Cabe mencionar que el club en este torneo se mudó oficialmente al Estadio Manuel Felipe Carrera para disputar sus partidos de liga en un estadio remodelado y acondicionado para 6.000 personas.
Para el Apertura 2013, mejora sustancialmente el rendimiento del equipo, especialmente en calidad de local, donde llegan a ganar 13 juegos seguidos como locales y se convierten en el conjunto más goleador en casa, así como la mejor defensa del torneo. Al final del campeonato regular terminan en segundo lugar, igualando en puntos con Comunicaciones, pero con una menor diferencia de goles. Los Rojos disputan la semifinal ante Heredia, cayendo de visita y solo empatando de local, quedando al margen de otra final y dándole la oportunidad al Heredia de disputar, nuevamente, la final ante Comunicaciones. En este torneo, el equipo volvió a ganar el Clásico Chapín después de varios años de no hacerlo, con gol de Marco Ciani a falta de 3 minutos del final, siendo este el primer clásico realizado en el Manuel Felipe Carrera.
Tras la finalización del torneo y luego de tomar al equipo en la penúltima posición y en pocos meses, terminar primero junto a su clásico rival, el chileno Fernando Díaz deja el cargo y en el torneo Clausura 2014 asume el puesto el uruguayo Aníbal Ruiz, con quien luego de una mala primera fase, el equipo entra en los últimos lugares a la liguilla y logra llegar a una final más, donde termina siendo superado por Comunicaciones. Debido a esto, el técnico Ruiz es destituido y llegaría el uruguayo Manuel Keosseian para el Apertura 2014, quien fracasaría en este torneo y también sería despedido.
Semanas después, la directiva del club nombra como entrenador por segunda ocasión al argentino Enzo Trossero, quien ya había tenido una época gloriosa con el equipo logrando un pentacampeonato. En el Clausura 2015, Trossero lleva a los Rojos a una final, nuevamente frente a Comunicaciones; sin embargo, caerían derrotados consumándose un nuevo fracaso para el conjunto Escarlata. A los días es presentado ante la prensa para hacer públicamente su renuncia como director técnico por motivos de salud. Para el Apertura 2015, la junta directiva presenta al costarricense Mauricio Wright, quien no logró los resultados esperados y fue destituido antes de finalizar el torneo; Municipal finalizó el torneo dirigido por el entrenador de fuerzas básicas, Gustavo Machaín, finalizando séptimo el la clasificación general y quedando al margen de disputa por el título. Gustavo Machaín, quien finalizó el Apertura 2015 como director técnico interino, fue ratificado como técnico para el Torneo Clausura 2016.

#### La EraMachaíny La Ansiada 30
En este torneo Municipal mejoró sus resultados respecto al anterior, finalizando segundo en la clasificación general y accediendo directamente a semifinales; en las semifinales fue eliminado por Comunicaciones, con un resultado de 2-2 en el global, pero prevaleciendo el gol de visitante anotado por Comunicaciones en el juego de vuelta.
El Torneo Apertura 2016 marcó una nueva frustración para Municipal, pues a pesar de finalizar primero en la tabla general y haber logrado dos victorias ante el rival de siempre, no logró hacerse con la corona. Municipal fue finalista ante el cuadro de Antigua GFC, con quien igualó en 2-2 en la serie, pero cayó derrotado en la tanda de disparos desde el punto penal; este sería el décimo torneo consecutivo en el que los escarlatas no lograban alcanzar el título. La "sequía" de títulos finalizó en el Clausura 2017, cuando los rojos, luego de finalizar el torneo en el primer lugar, lograron vencer al cuadro de Guastatoya en la serie final con un marcador agregado de 2-0, con goles de Carlos Kamiani y Gastón Puerari. Es de resaltar que para este torneo, el club contaba en sus filas con uno de los jugadores con más técnica: Marco Pappa.
Municipal contaría con dos fichajes de renombre en el área de Concacaf para afrontar su siguiente torneo. Se trataba de los panameños Felipe Baloy y el ariete Blas Pérez. Su paso fue sin pena ni gloria a nivel de club. Aunque a nivel de selección, fueron los veteranos que comandaron con su experiencia a la selección canalera que clasificó a su primera participación en la Copa Mundial de Fútbol. 
En este torneo, las irregularidades y los malos resultados no tardaron en presentarse. El 23 de octubre de 2017 el club confirmaba la salida de Gustavo Machaín, dejando al equipo en la séptima posición del certamen. Ese mismo día se oficializó la no continuidad en la institución roja de Marco Pablo Pappa ya que el guatemalteco atravesaba muchos problemas extradeportivos, así como muchas faltas al reglamento interno y falta de disciplina por lo que el club decidió darle de baja. El club informó que Martín Planchot se haría cargo del equipo de manera interina. 
Esto representó la vuelta de uno de los técnicos más queridos y exitosos de la historia de Municipal: Ever Hugo Almeida. Se anunció un día después de la baja de Machaín su regreso a la institución escarlata, y llegaría a ser presentado oficialmente el 27 de octubre. Almeida firmaría solamente por lo que restaba del torneo. 
De la mano de Almeida llegarían nuevamente a una final. Sin embargo, luego de empatar a un gol de locales, perderían el partido de vuelta por dos goles a uno ante el equipo colonial de Antigua GFC. Almeida se retiraba de la institución con la frente en alto pues logró enderezar el curso rojo y mejoró su funcionamiento.

#### La EraMedford
Un nuevo director técnico se unía a la pasarela de cambios de técnicos en Municipal. Una nueva etapa iniciaba con Medford, un personaje reconocido a nivel Concacaf tanto como jugador y como director técnico. Medford prometía trabajo e ilusionaba con su llegada dado su palmarés. Medford había sido campeón con Saprissa y Herediano, de  Costa Rica; Real España, de Honduras; y Xelajú MC, de Guatemala. La controversia no hizo falta, pues le acompañaba como segundo al mando un ex-referente de la institución crema: el costarricense Mauricio Solís. El Torneo Clausura 2018 (Guatemala) se encargaría de demostrar de que estaba hecho este Municipal. 
A pesar de que el exentrenador del Herediano y Saprissa de Costa Rica debutó con un triunfo por la mínima diferencia de visita contra Petapa en la primera fecha, tuvo un torneo muy irregular, que incluyó una racha de siete partidos sin ganar —de la fecha 14 a la 20—, donde acumuló seis derrotas —cuatro de local— y un empate. Los panameños Felipe Baloy y Blas Pérez no marcaron la diferencia y no lograron ser los líderes que se esperaba según la trayectoria por la que fueron contratados; al igual que la rotación en la portería en los últimos juegos y las constantes lesiones que afectaron a muchos de sus jugadores. Municipal terminó en noveno lugar, siendo así su segunda peor participación en torneos cortos. De cara a la preparación para el siguiente torneo, los panameños ya no formaron parte del plantel. 
Municipal daría de baja al técnico "tico" en el siguiente torneo. Los malos resultados persistieron incluido un inoperante fútbol. Medford se marchaba luego de 8 partidos (3 victorias, 1 empate y 4 derrotas) dejando a Municipal en 8 lugar. En sustitución llegaría otro viejo referente de la institución escarlata: Horacio Cordero. Cordero regresaba al equipo rojo con un plantel sin buen fútbol y un plantel muy limitado. Cordero no logró clasificar a Municipal a la pelea por el título. Horacio Cordero dirigiría a Municipal durante el Torneo Clausura 2019 (Guatemala), siendo eliminado por Malacateco en la llave de acceso a semifinales. Cordero fue destituido el 22 de julio de 2019, a pocos días de iniciar el torneo.

#### Nuevo Título Liguero
En contra de todo pronóstico, Municipal alcanzó su título 31 de Liga Nacional en el Torneo Apertura 2019 (Guatemala) al mando de Sebastián Bini. El argentino había sido el segundo al mando de Cordero y fue nombrado interinamente como técnico para el inicio del torneo. Su victoria ante Comunicaciones en el Clásico 307 le valió para ganarse la confianza de la directiva y para ser confirmado como técnico del cuadro rojo. Pese a su juventud y poca experiencia, Bini llevaría a Municipal al campeonato, luego de terminar invicto como local durante la fase regular, y de utilizar a muchos jugadores jóvenes durante el torneo. El entusiasmo y trabajo meticuloso de Sebastián Bini, 
la ética laboral del preparador físico Ezequiel Barril y la identidad con el club que los jugadores demostraron fueron claves para el éxito en ese torneo. Tras eliminar a su eterno rival Comunicaciones en semifinales, en una final peleada, Municipal tomó revancha contra Antigua Guatemala, pues sería la tercera vez que ambos equipos se vieran en una final y equipo que frustró en las dos ediciones anteriores a los rojos. Con este nuevo campeonato, Municipal volvería a ser el equipo más ganador de Guatemala contando con 31 títulos de Liga. Esto supuso un récord para el entrenador de Municipal (quien durante su etapa como jugador también formó parte de las filas de Municipal) al convertirse en el primer director técnico en salir campeón en su primer torneo pese a las críticas de sus detractores. En mayo de 2024 Municipal de nuevo al mando de Sebastián Bini lograría consagrarse campeón de la Liga de Guatemala obteniendo su segundo título al mando del club y a su vez significado el título de Liga número 32 para Municipal. 

## Presidentes
| Período           | Presidente               |
| ----------------- | ------------------------ |
| 1986 - 1999       | Ernesto Villa Alfonso    |
| 1999 - 2001       | Arturo Pellecer Arellano |
| 2001 - Actualidad | Gerardo Villa            |

### Junta Directiva 2020
| Cargo                     | Nombre                |
| ------------------------- | --------------------- |
| Presidente                | Gerardo Villa         |
| Vicepresidente y tesorero | José María Aldana     |
| Secretario                | Marío René Archila    |
| Director I                | Roberto Cervantes     |
| Director II               | Rafael Asturias       |
| Director III              | Francisco Gutiérrez   |
| Director IV               | Francisco Arredondo   |
| Director V                | Mario Estuardo Zirion |
| Director VI               | Jorge Toruño          |
| Director VII              | Héctor Escobedo       |
| Director VIII             | Mario Solares         |
| Presidente Honorario      | Ernesto Villa         |

## Escudo
Desde la fundación del club, Municipal ha mantenido un mismo estilo en su escudo, aunque ha sufrido pequeñas modificaciones a lo largo del tiempo. En sus inicios se utilizó el mismo escudo de la Municipalidad de Guatemala durante 27 años. En 1963 el entrenador español Lorenzo Ausina Tour, presentó un nuevo diseño, manteniendo las características principales del escudo capitalino, pero con un estilo más personalizado para un equipo de fútbol.
Este escudo se utilizó durante 40 años, hasta la conmemoración de los 70 años de fundación del club en el 2006, cuando fue modernizado y estilizado.

## Uniforme
Inicialmente, los colores del uniforme del equipo consistieron en una camiseta a franjas rojas y negras con pantalones blancos. Los colores pronto cambiaron a la actual camiseta roja y pantalones azules para los partidos de local, y totalmente azul para el uniforme alternativo, aunque otros colores han sido utilizados para los partidos de visita.
- Primer uniforme: camiseta roja con detalles azules, pantalón rojo, medias rojas.[30]
- Segundo uniforme: camiseta azul, pantalón azul y medias azules.[30]
- Tercer uniforme: camiseta morada, pantalón morado y medias moradas..[30]

| 1936 | 1950 | 1951 | 1980 | 2010 | 2016 | 2020 - Act. |

### Marcas y patrocinios
| Período     | Proveedor |
| ----------- | --------- |
| 1994 - 1996 | Aba Sport |
| 1997        | Reebok    |
| 1998 - 2000 | Kappa     |
| 2000 - 2001 | MR        |
| 2001 - 2003 | Do More   |
| 2004 - 2005 | Runic     |
| 2005 - 2008 | Lotto     |
| 2008 - 2011 | Joma      |
| 2011 - 2017 | Demos Pro |
| 2018 - Act. | Umbro     |

| Período                 | Patrocinador                                          |
| ----------------------- | ----------------------------------------------------- |
| 1991–2006               | Bancafe                                               |
| 2000                    | Telgua                                                |
| 2007- 2008              | Banco Azteca                                          |
| 2008 - 2011 2023 - Act. | Banrural Pepsi Tigo Bremen Municipalidad de Guatemala |
| 2011- 2023              | Pepsi Kia Herbalife Yahoo! Claro                      |
| 2024                    | Pepsi Havoline Galcasa Betcris Televisiete            |

## Estadio

### Estadio Manuel Felipe Carrera
Desde su remodelación en el año 2012, el Estadio Manuel Felipe Carrera, también conocido como Estadio El Trébol, propiedad de la Municipalidad de Guatemala, es usado para partidos oficiales (antiguamente no se utilizaba para clásicos). En "El Trébol", el equipo rojo mantuvo una racha de 33 partidos oficiales invicto, comenzando el 9 de julio de 1991 contra el deportivo Chiquimulilla, llevándose la victoria por marcador de 1 gol a 0 en el Torneo de Copa y finalizando el 7 de marzo de 2008 a manos del equipo de Petapa por el mismo marcador, durante el Torneo Clausura 2008.

### Estadio Doroteo Guamuch Flores
El Estadio Doroteo Guamuch Flores (anteriormente Estadio Mateo Flores) con capacidad para cerca de 30,000 espectadores, es el estadio deportivo más grande de Guatemala. Fue utilizado por Municipal para sus juegos como local hasta el Torneo Clausura 2012. En la actualidad es utilizado exclusivamente desde el Clausura 2012 para el clásico nacional, para juegos de fase final y para la CONCACAF Liga Campeones.

### Complejo Deportivo Ernesto Villa Alfonso
El centro Deportivo Ernesto Villa Alfonso, es utilizado para diferentes partidos y entrenamiento de las fuerzas básicas del equipo, dentro del mismo también se localiza una escuela de alto rendimiento. El Complejo ha sido utilizado para partidos de la segunda división, donde los equipos Municipal SUB-20, Guatemala FC, Capitalinos, Juventud Pinulteca, entre otros, lo han utilizado como su sede en partidos de local de manera oficial o de fogueo. Se encuentra ubicado en el Kilómetro 18.5 Carretera a San José Pinula. El complejo cuenta con 2 canchas de fútbol de grama sintética turf de medidas oficiales 102 x 70 metros, ambas cuentan con iluminación artificial y graderíos para 300 personas cada una, área para oficinas administrativas, vestidores, áreas para restaurante y cafetería.

## Datos del club
- Temporadas en Liga Nacional: 78. Récord del fútbol guatemalteco
- Temporadas en Primera División (Liga de ascenso): 0.
- Mayor goleada conseguida:.
  - En campeonatos nacionales: CSD Municipal 11 - 0 Cobán Imperial (1976).[37]
  - En torneos internacionales: Municipal 13 - 1 Diriangén (1977).[38]
- Mayor goleada encajada:.
  - En campeonatos nacionales: Suchitepéquez 9 - 0 Municipal (1985).[39]
  - En torneos internacionales: Club Santos Laguna 6 - 1 Municipal (Concacaf Liga Campeones 2010-2011).[40]
- Mejor puesto en la liga: 1° (31 veces).
- Peor puesto en la liga: 11 ° (2013).
- Máximo goleador:Juan Carlos Plata(411 goles). Récord del fútbol guatemalteco
- Portero menos goleado: Jaime Penedo. Récord del fútbol guatemalteco
- Más partidos disputados: Juan Carlos Plata (562).

## El Clásico

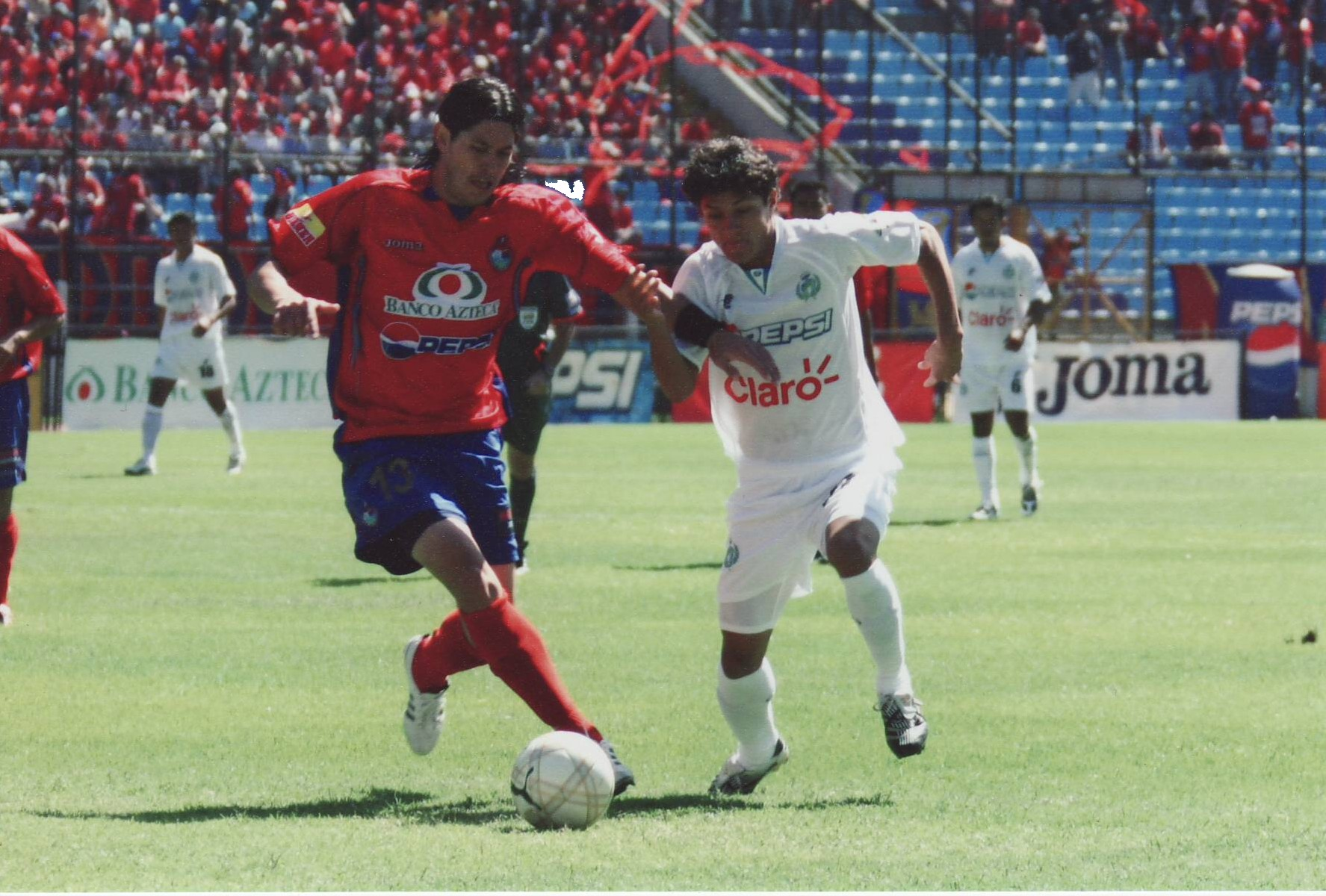
Paulo Centurión (C. S. D. Municipal) y Jairo Arreola (Comunicaciones F. C.) disputando el balón en el clásico guatemalteco.

En la década de los 40, el clásico fue entre Municipal y Tipografía Nacional. Este fue el clásico nacional hasta el momento en que la Tipografía Nacional descendiera de categoría, teniendo que  modificar el clásico.
Es el partido de mayor trascendencia que se realiza en el fútbol guatemalteco, lo disputa Municipal contra el club Comunicaciones, al ser los dos equipos más laureados y populares de Guatemala. De los 323 clásicos que se han jugado hasta la fecha, Municipal ha ganado 109, empatado 103 y perdido 111.
El máximo goleador en los clásicos es Juan Carlos Plata con 39 anotaciones.

## Jugadores
Municipal a lo largo de su historia ha contado con una amplia variedad de jugadores talentosos, los cuales también han nutrido a la Selección guatemalteca.
El jugador que más títulos oficiales ha ganado con el club es Juan Carlos Plata con 23, además es el máximo goleador en la historia del equipo, logrando anotar 411 goles durante 20 años.
También se destacan jugadores extranjeros que pasaron por la institución, como los argentinos Ricardo Piccinini, José Emilio Mitrovich, Alejandro Díaz, Cristián Chaparro, Ariel Beltramo y Miguel Ángel Brindisi, este último, seleccionado por su país en la Copa Mundial de Fútbol de 1974, los panameños Jaime Penedo, Felipe Baloy y Blas Pérez que fueron seleccionados por su país para la Copa Mundial de Fútbol de 2018, el uruguayo Martin Crossa, los chilenos Efraín Santander y Leonardo Monje, el costarricense Rónald Gómez, el paraguayo Carlos González, entre otros. 

### Plantilla y cuerpo técnico 2024-25
Los equipos de la Liga Nacional están limitados a tener en la plantilla un máximo de cuatro jugadores extranjeros. La lista incluye sólo la principal nacionalidad de cada jugador, algunos de los jugadores no guatemaltecos tienen doble nacionalidad:

### Dorsales retirados
| Número | Fecha | Jugador           | Posición  |
| ------ | ----- | ----------------- | --------- |
| 15     | 2011  | Juan Carlos Plata | Delantero |

### Máximos anotadores
- Lista de los máximos anotadores en la historia del club.

| #  | Jugador                    | Liga Nacional | Copa Nacional | Internacionales | Otrasa | Total |
| -- | -------------------------- | ------------- | ------------- | --------------- | ------ | ----- |
| 1  | Juan Carlos Plata          | 301           | 35            | 37              | 3      | 376   |
| 2  | Julio César Anderson       | 146           | 13            | 33              |        | 192   |
| 3  | Mario Acevedo              | 125           | 13            | 19              |        | 157   |
| 4  | Carlos Humberto Toledo     | 129           | 19            |                 |        | 148   |
| 5  | Guillermo Ramírez          | 109           | 11            | 21              |        | 141   |
| 6  | Mario Rafael Rodríguez     | 95            | 2             | 4               |        | 101   |
| 7  | Gonzalo Romero             | 67            | 5             | 9               |        | 81    |
| 8  | José Carlos Martínez Navas | 75            | 0             | 1               |        | 81    |
| 9  | Carlos Ruiz                | 65            | 3             | 7               |        | 75    |
| 10 | José Emilio Mitrovich      | 53            | 0             | 16              |        | 69    |
| 11 | Julio Rodas                | 57            | 3             | 3               |        | 63    |
| 12 | Fredy García               | 47            | 6             | 1               |        | 54    |

a. Incluye la Copa Campeón de Campeones. 

### Goleador del año (1942-actualidad)
- Actualizado al Torneo Apertura 2020.[55]

| Año     | Jugador                 | Goles |
| ------- | ----------------------- | ----- |
| 1942-43 | Carlos Humberto Toledo  | 15    |
| 1943    | Carlos Humberto Toledo  | 10    |
| 1944-45 | Carlos Humberto Toledo  | 18    |
| 1947    | Carlos Humberto Toledo  | 26    |
| 1956    | Óscar Estrada           | 13    |
| 1959-60 | Hugo Peña               | 32    |
| 1961-62 | Ricardo Alexander Clark | 23    |
| 1969-70 | Pinasco                 | 12    |
| 1974    | Julio César Anderson    | 17    |
| 1975    | Julio César Anderson    | 33    |
| 1976    | Julio César Anderson    | 17    |

| Año           | Jugador                  | Goles |
| ------------- | ------------------------ | ----- |
| 1989-90       | Marcelo Ferreira         | 19    |
| 1995-96       | Juan Carlos Plata        | 15    |
| Apertura 1999 | Rudy Ramírez             | 20    |
| Clausura 2002 | Guillermo Ramírez Ortega | 18    |
| Apertura 2005 | Juan Carlos Plata        | 15    |
| Clausura 2006 | Juan Carlos Plata        | 11    |
| Clausura 2008 | Fredy García             | 12    |
| Clausura 2009 | Carlos González          | 10    |
| Apertura 2010 | Guillermo Ramírez Ortega | 13    |
| Apertura 2014 | Carlos Ruíz Gutiérrez    | 12    |
| Apertura 2016 | Danilo Guerra            | 14    |
| Apertura 2020 | Ramiro Rocca             | 20    |

## Entrenadores
Municipal ha tenido varios entrenadores a lo largo de su historia, contando además con entrenadores de diferentes nacionalidades, siendo la nacionalidad argentina la más numerosa con un total de 9 entrenadores, seguido por 5 entrenadores guatemaltecos, 4 entrenadores costarricenses, 2 entrenadores brasileños, 2 entrenadores uruguayos, un entrenador chileno, 2 entrenadores paraguayos, un entrenador checo, un entrenador peruano, un entrenador húngaro y un entrenador portugués. El primer entrenador del equipo fue el guatemalteco Manuel Felipe Carrera quien estuvo 6 años al mando del club, a su vez también es el entrenador más longevo que ha tenido el equipo. El primer entrenador en darle a Municipal un título internacional fue el uruguayo Rubén Amorín, quién llevó al club a ganar el Torneo Fraternidad Centroamericana y la Copa de Campeones de la Concacaf en 1974.
Los entrenadores más exitosos en la historia del club han sido: el paraguayo Ever Almeida y el argentino Enzo Trossero, ambos conquistaron 6 títulos.

### Entrenadores con palmarés
- Los siguientes entrenadores han ganado por lo menos un título con Municipal.

| Entrenador                 | Período(s)                                                                | Títulos                                                                                      |
| -------------------------- | ------------------------------------------------------------------------- | -------------------------------------------------------------------------------------------- |
| Manuel Felipe Carrera      | 1942, 1947, 1954-55                                                       | 3 Ligas Nacionales, 2 Copa                                                                   |
| José Alberto Cevasco       | 1950-51                                                                   | 1 Liga Nacional                                                                              |
| Carlos Humberto Toledo     | 1960, 1967                                                                | 2 Copas                                                                                      |
| Luis Grill Prieto          | 1963-64, 1969, 1970                                                       | 2 Ligas Nacionales, 2 Copa                                                                   |
| Marvin Rodríguez           | 1965                                                                      | 1 Liga Nacional                                                                              |
| Rubén Amorín               | 1973, 1974, 1991-92                                                       | 3 Ligas Nacionales, 1 Torneo Fraternidad Centroamericana, 1 Copa de Campeones de la Concacaf |
| Salvador Pericullo         | 1976                                                                      | 1 Liga Nacional, 1 Copa Campeón de Campeones, 1 Torneo Fraternidad Centroamericana           |
| Miguel Brindisi            | 1987, 1988                                                                | 2 Ligas Nacionales                                                                           |
| Walter Ormeño              | 1989                                                                      | 1 Liga Nacional                                                                              |
| Jan Postulka               | 1998                                                                      | 1 Copa                                                                                       |
| Horacio Cordero            | 1993-94, Clausura 2000, Apertura 2000, Clausura 2008                      | 4 Ligas Nacionales, 2 Copas, 1 Copa Campeón de Campeones                                     |
| Ever Hugo Almeida          | Apertura 2001, Clausura 2002, Apertura 2003                               | 3 Ligas Nacionales, 2 Copas, 1 Copa Interclubes de la Uncaf                                  |
| Enzo Trossero              | Apertura 2004, Clausura 2005, Apertura 2005, Clausura 2006, Apertura 2006 | 5 Ligas Nacionales, 1 Copa Interclubes de la Uncaf                                           |
| Jorge Habegger             | Apertura 2009                                                             | 1 Liga Nacional                                                                              |
| Manuel Keosseian           | Clausura 2010                                                             | 1 Liga Nacional                                                                              |
| Javier Delgado             | Apertura 2011                                                             | 1 Liga Nacional                                                                              |
| Gustavo Machaín            | Clausura 2017                                                             | 1 Liga Nacional                                                                              |
| Sebastián Bini             | Apertura 2019, Clausura 2024                                              | 2 Liga Nacional                                                                              |
| José Saturnino Cardozo     | Apertura 2021- Clausura 2022                                              |                                                                                              |
| Juan Antonio Torres Servin | Apertura 2022-                                                            |                                                                                              |

## Palmarés

### Torneos nacionales
| Competición Nacional               | Títulos | Subcampeonatos |
| ---------------------------------- | --- | --- |
| Liga Nacional de Guatemala (32/27) | 1942-43, 1947, 1950-51, 1954-55, 1963-64, 1965-66, 1969-70, 1973, 1974, 1976, 1987, 1988-89, 1989-90, 1991-92, 1993-94, Clausura 2000, Apertura 2000, Reordenamiento 2001, Clausura 2002, Apertura 2003, Apertura 2004, Clausura 2005, Apertura 2005, Clausura 2006, Apertura 2006, Clausura 2008, Apertura 2009, Clausura 2010, Apertura 2011, Clausura 2017, Apertura 2019, Clausura 2024 | 1943, 1944-45, 1957-58, 1959-60, 1964, 1967-68, 1972, 1977/78, 1990-91, 1998-99, Apertura 1999, Apertura 2002, Clausura 2004, Apertura 2008, Clausura 2009, Apertura 2010, Clausura 2011, Clausura 2012, Apertura 2012, Clausura 2014, Apertura 2014, Clausura 2015, Apertura 2016, Apertura 2017, Apertura 2020, Clausura 2022, Clausura 2025 |
| Copa de Guatemala (8/2)            | 1960, 1967, 1969, 1994, 1995, 1998, 2003, 2004. | 1996, 2006. |
| Campeón de Campeones (5/4)         | 1952, 1967, 1977, 1994, 1996. | 1955, 1960, 1992, 1995. |

### Torneos internacionales (5)
| Competición Internacional              | Títulos                 | Subcampeonatos |
| -------------------------------------- | ----------------------- | -------------- |
| Copa de Campeones de la Concacaf (1/1) | 1974.                   | 1995.          |
| Copa Interclubes de la Uncaf (4/1)     | 1974, 1977, 2001, 2004. | 1998.          |
| Copa Interamericana (0/1)              |                         | 1974.          |

### Otros torneos internacionales
| Competición Internacional                   | Títulos | Subcampeonatos    |
| ------------------------------------------- | ------- | ----------------- |
| Torneo Centroamericano de la Concacaf (1/3) | 1974.   | 1964, 1975, 1977. |

### Torneos amistosos nacionales
- Copa Guatemala (2): 1940,[64] 1941.[65]
- Copa General Jorge Ubico: 1942.[66]
- Copa Calderón Guardia: 1943.
- Trofeo Prealfabetización: 1945.
- Copa Autonomía: 1946.[67]
- Copa Adrián "Chito" Fernández: 1976.
- Copa Bodas de Diamante: 1977.
- Copa Independencia: 2024.

### Torneos amistosos internacionales
- Copa Independencia de Cuba: 1947.[68]
- Pentagonal de la Cruz Roja: 1951.[69]
- Copa LG: 1998.[70]
- Copa Budweiser: 2004.
- Copa Arkansas: 2005.[71]
- Copa TACA: 2008.[72]

## Participaciones continentales
| Temporada | Torneo                                | Ronda            | Rival                       | Local   | Visita  | Global  | Posición final      |
| Años 60   | Años 60                               | Años 60          | Años 60                     | Años 60 | Años 60 | Años 60 | Años 60             |
| --------- | ------------------------------------- | ---------------- | --------------------------- | ------- | ------- | ------- | ------------------- |
| 1964      | Torneo Centroamericano                | Semifinal        | Águila                      | 2 - 1   | 2 - 1   | 5 - 4*  | Subcampeón          |
| 1964      | Torneo Centroamericano                | Final            | Uruguay de Coronado         | 1 - 3   | 1 - 2   | 5 - 2   | Subcampeón          |
| Años 70   |                                       |                  |                             |         |         |         |                     |
| 1970      | Torneo Centroamericano                | Fase de grupos   | Olimpia                     | 0 - 0   | 1 - 3   | 1 - 3   | 4° lugar            |
| 1972      | Copa Fraternidad Centroamericana      | Fase de grupos   | Universidad de El Salvador  | 1 - 1   | 0 - 1   | 1 - 2   | 5° lugar            |
| 1972      | Copa Fraternidad Centroamericana      | Fase de grupos   | Aurora                      | 0 - 4   | 1 - 3   | 1 - 7   | 5° lugar            |
| 1972      | Copa Fraternidad Centroamericana      | Fase de grupos   | Municipal Puntarenas        | 1 - 0   | 4 - 5   | 5 - 5   | 5° lugar            |
| 1972      | Copa Fraternidad Centroamericana      | Fase de grupos   | Alianza                     | 1 - 0   | 0 - 2   | 1 - 2   | 5° lugar            |
| 1972      | Copa Fraternidad Centroamericana      | Fase de grupos   | Alajuelense                 | 3 - 0   | 0 - 2   | 3 - 2   | 5° lugar            |
| 1973      | Copa Fraternidad Centroamericana      | Fase de grupos   | Juventud Olímpica           | 1 - 2   | 2 - 0   | 3 - 2   | 6° lugar            |
| 1973      | Copa Fraternidad Centroamericana      | Fase de grupos   | Saprissa                    | 1 - 1   | 0 - 1   | 1 - 2   | 6° lugar            |
| 1973      | Copa Fraternidad Centroamericana      | Fase de grupos   | Comunicaciones              | 1 - 0   | 1 - 3   | 2 - 3   | 6° lugar            |
| 1973      | Copa Fraternidad Centroamericana      | Fase de grupos   | Águila                      | 0 - 2   | 0 - 1   | 0 - 3   | 6° lugar            |
| 1973      | Copa Fraternidad Centroamericana      | Fase de grupos   | Alajuelense                 | 1 - 2   | 0 - 1   | 1 - 3   | 6° lugar            |
| 1973      | Torneo Centroamericano                | Cuartos de final | Olimpia                     | 0 - 0   | 0 - 1   | 0 - 1   | 6° lugar            |
| 1974      | Copa Fraternidad Centroamericana      | Fase de grupos   | Alianza                     | 2 - 0   | 0 - 0   | 2 - 0   | Campeón             |
| 1974      | Copa Fraternidad Centroamericana      | Fase de grupos   | Cartaginés                  | 2 - 1   | 1 - 1   | 3 - 2   | Campeón             |
| 1974      | Copa Fraternidad Centroamericana      | Fase de grupos   | Águila                      | 3 - 2   | 0 - 1   | 3 - 3   | Campeón             |
| 1974      | Copa Fraternidad Centroamericana      | Fase de grupos   | Saprissa                    | 1 - 0   | 0 - 3   | 1 - 3   | Campeón             |
| 1974      | Copa Fraternidad Centroamericana      | Fase de grupos   | Aurora                      | 2 - 1   | 1 - 2   | 3 - 3   | Campeón             |
| 1974      | Torneo Centroamericano                | Primera fase     | Marathón                    | 3 - 0   | 1 - 0   | 4 - 0   | Campeón             |
| 1974      | Torneo Centroamericano                | Semifinales      | Motagua                     | 4 - 0   | 0 - 0   | 4 - 0   | Campeón             |
| 1974      | Torneo Centroamericano                | Final            | Alianza                     | 1 - 0   | 1 - 0   | 2 - 0   | Campeón             |
| 1974      | Copa de Campeones de la Concacaf      | Final            | Sport Vereniging Transvaal  | 2 - 1   | 2 - 1   | 4 - 2   | Campeón             |
| 1974      | Copa Interamericana                   | Final            | Independiente               | 0 - 1   | 1 - 0   | 1 - 1*  | Subcampeón          |
| 1975      | Copa Fraternidad Centroamericana      | Fase de grupos   | Platense                    | 0 - 0   | 0 - 3   | 0 - 3   | 5° lugar            |
| 1975      | Copa Fraternidad Centroamericana      | Fase de grupos   | Herediano                   | 0 - 1   | 1 - 2   | 1 - 3   | 5° lugar            |
| 1975      | Copa Fraternidad Centroamericana      | Fase de grupos   | Aurora                      | 2 - 2   | 1 - 3   | 3 - 5   | 5° lugar            |
| 1975      | Copa Fraternidad Centroamericana      | Fase de grupos   | Negocios Internacionales    | 3 - 1   | 0 - 1   | 3 - 2   | 5° lugar            |
| 1975      | Copa Fraternidad Centroamericana      | Fase de grupos   | Saprissa                    | 1 - 1   | 0 - 0   | 1 - 1   | 5° lugar            |
| 1975      | Torneo Centroamericano                | Cuartos de final | Negocios Internacionales    | 2 - 1   | 0 - 0   | 2 - 1   | Subcampeón          |
| 1975      | Torneo Centroamericano                | Semifinales      | Aurora                      | 2 - 1   | 1 - 0   | 2 - 2*  | Subcampeón          |
| 1975      | Torneo Centroamericano                | Final            | Saprissa                    | 0 - 0   | 2 - 2   | 2 - 2*  | Subcampeón          |
| 1977      | Copa Fraternidad Centroamericana      | Fase de grupos   | Aurora                      | 1 - 0   | 1 - 1   | 2 - 1   | Campeón             |
| 1977      | Copa Fraternidad Centroamericana      | Fase de grupos   | Barrio México               | 1 - 0   | 1 - 1   | 2 - 1   | Campeón             |
| 1977      | Copa Fraternidad Centroamericana      | Fase de grupos   | Saprissa                    | 1 - 0   | 1 - 1   | 2 - 1   | Campeón             |
| 1977      | Copa Fraternidad Centroamericana      | Fase de grupos   | Comunicaciones              | 2 - 2   | 2 - 1   | 4 - 3   | Campeón             |
| 1977      | Copa Fraternidad Centroamericana      | Fase de grupos   | Once Municipal              | 1 - 0   | 3 - 1   | 4 - 1   | Campeón             |
| 1977      | Copa Fraternidad Centroamericana      | Fase de grupos   | Águila                      | 2 - 1   | 1 - 2   | 3 - 3   | Campeón             |
| 1977      | Torneo Centroamericano                | Cuartos de final | Águila                      | 2 - 0   | 1 - 1   | 3 - 1   | Subcampeón          |
| 1977      | Torneo Centroamericano                | Semifinales      | Diriangén                   | 13 - 1  | 3 - 1   | 16 - 2  | Subcampeón          |
| 1977      | Torneo Centroamericano                | Final            | Saprissa                    | 1 - 2   | 0 - 1   | 1 - 3   | Subcampeón          |
| 1978      | Copa Fraternidad Centroamericana      | Primera fase     | Barrio México               | 0 - 0   | 1 - 1   | 1 - 1*  | 6° lugar            |
| 1978      | Copa Fraternidad Centroamericana      | Segunda fase     | Saprissa                    | 0 - 1   | 0 - 2   | 0 - 3   | 6° lugar            |
| 1978      | Torneo Centroamericano                | Cuartos de final | Universidad Centroamericana | 5 - 1   | 3 - 0   | 8 - 1   | 3° lugar            |
| 1978      | Torneo Centroamericano                | Semifinales      | Comunicaciones              | 0 - 0   | 0 - 2   | 0 - 2   | 3° lugar            |
| 1979      | Copa Fraternidad Centroamericana      | Fase de grupos   | Aurora                      | 2 - 1   | 0 - 1   | 2 - 2   | 3° lugar            |
| 1979      | Copa Fraternidad Centroamericana      | Fase de grupos   | Alianza                     | 2 - 1   | 0 - 0   | 2 - 1   | 3° lugar            |
| 1979      | Copa Fraternidad Centroamericana      | Fase de grupos   | Santiagueño                 | 1 - 0   | 0 - 0   | 1 - 0   | 3° lugar            |
| 1979      | Copa Fraternidad Centroamericana      | Fase de grupos   | Motagua                     | 0 - 0   | 0 - 1   | 0 - 1   | 3° lugar            |
| 1979      | Copa Fraternidad Centroamericana      | Fase de grupos   | Olimpia                     | 2 - 0   | 2 - 1   | 4 - 1   | 3° lugar            |
| 1979      | Copa Fraternidad Centroamericana      | Desempate        | Aurora                      |         |         | 0 - 2*  | 3° lugar            |
| Años 80   |                                       |                  |                             |         |         |         |                     |
| 1980      | Copa Fraternidad Centroamericana      | Primera fase     | Santiagueño                 | 5 - 2   | 1 - 2   | 6 - 4   | 4° lugar            |
| 1980      | Copa Fraternidad Centroamericana      | Segunda fase     | Broncos del Sur             | 2 - 2   | 1 - 2   | 3 - 4   | 4° lugar            |
| 1988      | Torneo Centroamericano                | Fase de grupos   | Marathón                    | 0 - 2   |         | 0 - 2   | 5° lugar            |
| 1988      | Torneo Centroamericano                | Fase de grupos   | Alajuelense                 | 1 - 1   |         | 1 - 1   | 5° lugar            |
| 1988      | Torneo Centroamericano                | Fase de grupos   | Águila                      | 3 - 1   |         | 3 - 1   | 5° lugar            |
| 1989      | Torneo Centroamericano                | Fase de grupos   | Herediano                   |         | 2 - 3   | 2 - 3   | 5° lugar            |
| 1989      | Torneo Centroamericano                | Fase de grupos   | Cojutepeque                 |         | 1 - 1   | 1 - 1   | 5° lugar            |
| 1989      | Torneo Centroamericano                | Fase de grupos   | Olimpia                     |         | 2 - 2   | 2 - 2   | 5° lugar            |
| Años 90   |                                       |                  |                             |         |         |         |                     |
| 1990      | Torneo Centroamericano                | Primera fase     | Acros Duurly's              | 3 - 0   | 2 - 0   | 5 - 0   | 5° lugar            |
| 1990      | Torneo Centroamericano                | Segunda fase     | Real España                 | 0 - 1   | 1 - 2   | 1 - 3   | 5° lugar            |
| 1991      | Torneo Centroamericano                | Primera fase     | Alianza                     | 1 - 1   | 2 - 5   | 3 - 6   | 9° lugar            |
| 1992      | Torneo Centroamericano                | Primera fase     | Alajuelense                 | 1 - 1   | 1 - 2   | 2 - 3   | 4° lugar            |
| 1993      | Copa de Campeones de la Concacaf      | Primera fase     | Alianza                     | 3 - 1   | 2 - 0   | 5 - 1   | 3° lugar            |
| 1993      | Copa de Campeones de la Concacaf      | Segunda fase     | Motagua                     | 1 - 0   | 1 - 0   | 2 - 0   | 3° lugar            |
| 1993      | Copa de Campeones de la Concacaf      | Fase final       | Sport Vereniging Robinhood  | 3 - 0   |         | 3 - 0   | 3° lugar            |
| 1993      | Copa de Campeones de la Concacaf      | Fase final       | Saprissa                    | 0 - 0   |         | 0 - 0   | 3° lugar            |
| 1993      | Copa de Campeones de la Concacaf      | Fase final       | León                        | 0 - 0   |         | 0 - 0   | 3° lugar            |
| 1995      | Copa de Campeones de la Concacaf      | Primera fase     | Real Verdes                 | 3 - 0   | 3 - 0   | 6 - 0   | Subcampeón          |
| 1995      | Copa de Campeones de la Concacaf      | Tercera ronda    | FAS                         | 2 - 0   | 2 - 2   | 4 - 2   | Subcampeón          |
| 1995      | Copa de Campeones de la Concacaf      | Fase final       | Alajuelense                 |         | 3 - 2   | 3 - 2   | Subcampeón          |
| 1995      | Copa de Campeones de la Concacaf      | Fase final       | Saprissa                    |         | 1 - 0   | 1 - 0   | Subcampeón          |
| 1995      | Copa de Campeones de la Concacaf      | Fase final       | CS Moulien                  |         | 10 - 0  | 10 - 0  | Subcampeón          |
| 1996      | Torneo Grandes de Centroamérica       | Fase de grupos   | Alajuelense                 | 0 - 0   | 0 - 3   | 0 - 3   | 4° lugar            |
| 1996      | Torneo Grandes de Centroamérica       | Fase de grupos   | Comunicaciones              | 1 - 1   | 1 - 2   | 2 - 3   | 4° lugar            |
| 1996      | Torneo Grandes de Centroamérica       | Fase de grupos   | Saprissa                    | 1 - 0   | 2 - 4   | 3 - 4   | 4° lugar            |
| 1997      | Torneo Grandes de Centroamérica       | Fase de grupos   | Águila                      | 3 - 0   | 0 - 0   | 3 - 0   | Semifinalista       |
| 1997      | Torneo Grandes de Centroamérica       | Fase de grupos   | Olimpia                     | 1 - 0   | 0 - 1   | 1 - 1   | Semifinalista       |
| 1997      | Torneo Grandes de Centroamérica       | Fase de grupos   | Alajuelense                 | 0 - 1   | 1 - 3   | 1 - 4   | Semifinalista       |
| 1997      | Torneo Grandes de Centroamérica       | Semifinales      | Alianza                     | 2 - 2   | 0 - 0   | 2 - 2*  | Semifinalista       |
| 1998      | Torneo Grandes de Centroamérica 1998  | Fase de grupos   | Olimpia                     | 1 - 0   | 2 - 3   | 3 - 3   | Subcampeón          |
| 1998      | Torneo Grandes de Centroamérica 1998  | Fase de grupos   | Águila                      | 2 - 0   | 1 - 1   | 3 - 1   | Subcampeón          |
| 1998      | Torneo Grandes de Centroamérica 1998  | Fase de grupos   | Herediano                   | 1 - 0   | 1 - 0   | 2 - 0   | Subcampeón          |
| 1998      | Torneo Grandes de Centroamérica 1998  | Semifinales      | Real España                 | 2 - 1   | 1 - 0   | 3 - 1   | Subcampeón          |
| 1998      | Torneo Grandes de Centroamérica 1998  | Final            | Saprissa                    | 1 - 1   | 1 - 2   | 2 - 3   | Subcampeón          |
| Años 2000 |                                       |                  |                             |         |         |         |                     |
| 2000-01   | Copa Interclubes de la UNCAF          | Primera ronda    | La Victoria                 | 6 - 1   | 1 - 0   | 7 - 1   | 4° lugar            |
| 2000-01   | Copa Interclubes de la UNCAF          | Primera ronda    | Olimpia                     | w/o     | 3 - 2   | 3 - 2   | 4° lugar            |
| 2000-01   | Copa Interclubes de la UNCAF          | Segunda ronda    | Saprissa                    | 1 - 1   |         |         | 4° lugar            |
| 2000-01   | Copa Interclubes de la UNCAF          | Segunda ronda    | Olimpia                     | 0 - 0   |         |         | 4° lugar            |
| 2000-01   | Copa Interclubes de la UNCAF          | Segunda ronda    | Panamá Viejo                | 5 - 0   |         |         | 4° lugar            |
| 2000-01   | Copa Interclubes de la UNCAF          | Ronda final      | Olimpia                     |         | 0 - 0   | 0 - 0   | 4° lugar            |
| 2000-01   | Copa Interclubes de la UNCAF          | Ronda final      | Alajuelense                 |         | 0 - 1   | 0 - 1   | 4° lugar            |
| 2000-01   | Copa Interclubes de la UNCAF          | Ronda final      | Real España                 |         | 2 - 3   | 2 - 3   | 4° lugar            |
| 2001      | Copa de Gigantes de la Concacaf       | Ronda preliminar | Águila                      | 3 - 1   | 1 - 1   | 4 - 2   | 7° lugar            |
| 2001      | Copa de Gigantes de la Concacaf       | Cuartos de final | América                     | 1 - 0   | 1 - 2   | 1 - 3   | 7° lugar            |
| 2001-02   | Copa Interclubes de la UNCAF          | Fase de grupos   | Olimpia                     |         | 0 - 0   | 0 - 0   | Campeón             |
| 2001-02   | Copa Interclubes de la UNCAF          | Fase de grupos   | Plaza Amador                |         | 7 - 0   | 7 - 0   | Campeón             |
| 2001-02   | Copa Interclubes de la UNCAF          | Fase de grupos   | Alajuelense                 |         | 2 - 2   | 2 - 2   | Campeón             |
| 2001-02   | Copa Interclubes de la UNCAF          | Ronda final      | Saprissa                    |         | 1 - 1   | 1 - 1   | Campeón             |
| 2001-02   | Copa Interclubes de la UNCAF          | Ronda final      | Comunicaciones              |         | 4 - 0   | 4 - 0   | Campeón             |
| 2001-02   | Copa Interclubes de la UNCAF          | Ronda final      | Olimpia                     |         | 2 - 1   | 2 - 1   | Campeón             |
| 2001-02   | Copa de Campeones de la Concacaf      | Octavos de final | Chicago Fire                | 0 - 1   | 0 - 2   | 0 - 3   | 16° lugar           |
| 2002-03   | Copa Interclubes de la UNCAF          | Primera ronda    | San Marcos                  | 4 - 0   |         | 4 - 0   | 6° lugar            |
| 2002-03   | Copa Interclubes de la UNCAF          | Primera ronda    | Santos de Guápiles          | 1 - 2   |         | 1 - 2   | 6° lugar            |
| 2002-03   | Copa Interclubes de la UNCAF          | Primera ronda    | Comunicaciones              | 4 - 1   |         | 4 - 1   | 6° lugar            |
| 2002-03   | Copa de Campeones de la Concacaf      | Octavos de final | San Jose Earthquakes        | 4 - 2   | 1 - 2   | 5 - 4   | 8° lugar            |
| 2002-03   | Copa de Campeones de la Concacaf      | Cuartos de final | Toluca                      | 1 - 2   | 1 - 2   | 2 - 4   | 8° lugar            |
| 2003-04   | Copa Interclubes de la UNCAF          | Fase de grupos   | Comunicaciones              | 2 - 1   |         | 2 - 1   | 4° lugar            |
| 2003-04   | Copa Interclubes de la UNCAF          | Fase de grupos   | San Salvador                | 2 - 2   |         | 2 - 2   | 4° lugar            |
| 2003-04   | Copa Interclubes de la UNCAF          | Fase de grupos   | Árabe Unido                 | 5 - 1   |         | 5 - 1   | 4° lugar            |
| 2003-04   | Copa Interclubes de la UNCAF          | Semifinales      | Comunicaciones              |         | 0 - 0*  | 0 - 0*  | 4° lugar            |
| 2003-04   | Copa Interclubes de la UNCAF          | Tercer lugar     | Alajuelense                 |         | 0 - 2   | 0 - 2   | 4° lugar            |
| 2004-05   | Copa Interclubes de la UNCAF          | Segunda fase     | Alianza                     | 3 - 1   | 1 - 0   | 4 - 1   | Campeón             |
| 2004-05   | Copa Interclubes de la UNCAF          | Ronda final      | FAS                         | 2 - 0   |         | 2 - 0   | Campeón             |
| 2004-05   | Copa Interclubes de la UNCAF          | Ronda final      | Olimpia                     | 0 - 1   |         | 0 - 1   | Campeón             |
| 2004-05   | Copa Interclubes de la UNCAF          | Ronda final      | Saprissa                    | 1 - 0   |         | 1 - 0   | Campeón             |
| 2004-05   | Copa de Campeones de la Concacaf      | Cuartos de final | Monterrey                   | 0 - 0   | 1 - 2   | 1 - 2   | 7° lugar            |
| 2005-06   | Copa Interclubes de la UNCAF          | Octavos de final | Árabe Unido                 | 4 - 1   | 0 - 0   | 4 - 1   | 6° lugar            |
| 2005-06   | Copa Interclubes de la UNCAF          | Cuartos de final | Alajuelense                 | 0 - 1   | 2 - 4   | 2 - 5   | 6° lugar            |
| 2006-07   | Copa Interclubes de la UNCAF          | Octavos de final | Wagiya SC                   | 8 - 0   | 2 - 0   | 10 - 0  | 7° lugar            |
| 2006-07   | Copa Interclubes de la UNCAF          | Cuartos de final | Olimpia                     | 1 - 1   | 3 - 0   | 4 - 1   | 7° lugar            |
| 2007-08   | Copa Interclubes de la UNCAF          | Octavos de final | Real Madriz                 | 6 - 0   | 2 - 0   | 8 - 0   | 3° lugar            |
| 2007-08   | Copa Interclubes de la UNCAF          | Cuartos de final | Xelajú MC                   | 1 - 1   | 1 - 1   | 2 - 2*  | 3° lugar            |
| 2007-08   | Copa Interclubes de la UNCAF          | Semifinales      | Motagua                     | 1 - 3   | 2 - 3   | 3 - 6   | 3° lugar            |
| 2007-08   | Copa Interclubes de la UNCAF          | Tercer lugar     | Alajuelense                 | 0 - 3   | 0 - 1   | 0 - 4   | 3° lugar            |
| 2007-08   | Copa de Campeones de la Concacaf      | Cuartos de final | Houston Dynamo              | 0 - 0   | 1 - 3   | 1 - 3   | 6° lugar            |
| 2008-09   | Liga de Campeones de la Concacaf      | Fase de grupos   | Santos Laguna               | 4 - 4   | 2 - 3   | 6 - 7   | 4° lugar (de grupo) |
| 2008-09   | Liga de Campeones de la Concacaf      | Fase de grupos   | Tauro                       | 2 - 2   | 1 - 2   | 3 - 4   | 4° lugar (de grupo) |
| 2008-09   | Liga de Campeones de la Concacaf      | Fase de grupos   | Puerto Rico Islanders       | 2 - 2   | 1 - 0   | 3 - 2   | 4° lugar (de grupo) |
| Años 2010 |                                       |                  |                             |         |         |         |                     |
| 2010-11   | Liga de Campeones de la Concacaf      | Fase de grupos   | Columbus Crew               | 2 - 1   | 0 - 1   | 2 - 2   | 3° lugar (de grupo) |
| 2010-11   | Liga de Campeones de la Concacaf      | Fase de grupos   | Joe Public                  | 1 - 1   | 3 - 2   | 4 - 3   | 3° lugar (de grupo) |
| 2010-11   | Liga de Campeones de la Concacaf      | Fase de grupos   | Santos Laguna               | 2 - 2   | 1 - 6   | 3 - 8   | 3° lugar (de grupo) |
| 2011-12   | Liga de Campeones de la Concacaf      | Fase preliminar  | Motagua                     | 2 - 0   | 0 - 4   | 2 - 4   | 21° lugar           |
| 2012-13   | Liga de Campeones de la Concacaf      | Fase de grupos   | Monterrey                   | 0 - 1   | 0 - 3   | 0 - 4   | 2° lugar (de grupo) |
| 2012-13   | Liga de Campeones de la Concacaf      | Fase de grupos   | Chorrillo                   | 2 - 1   | 2 - 1   | 4 - 2   | 2° lugar (de grupo) |
| 2014-15   | Liga de Campeones de la Concacaf      | Fase de grupos   | Pachuca                     | 3 - 7   | 1 - 4   | 4 - 11  | 2° lugar (de grupo) |
| 2014-15   | Liga de Campeones de la Concacaf      | Fase de grupos   | Real España                 | 1 - 1   | 3 - 0   | 4 - 1   | 2° lugar (de grupo) |
| 2015-16   | Liga de Campeones de la Concacaf      | Fase de grupos   | Real Salt Lake              | 0 - 1   | 0 - 1   | 0 - 2   | 2° lugar (de grupo) |
| 2015-16   | Liga de Campeones de la Concacaf      | Fase de grupos   | Santa Tecla                 | 2 - 1   | 1 - 1   | 3 - 2   | 2° lugar (de grupo) |
| Años 2020 |                                       |                  |                             |         |         |         |                     |
| 2020-21   | Liga Concacaf                         | Octavos de final | Saprissa                    |         | 1 - 4   | 1 - 4   | 20° lugar           |
| 2022-23   | Liga Concacaf                         | Ronda preliminar | Atlético Vega Real          | 5 - 0   | 4 - 0   | 9 - 0   | 10° lugar           |
| 2022-23   | Liga Concacaf                         | Octavos de final | Olimpia                     | 2 - 2   | 0 - 1   | 2 - 3   | 10° lugar           |
| 2024      | Copa Centroamericana de Concacaf 2024 | Fase de grupos   | Managua                     |         | 0 - 1   | 0 - 1   | 12° lugar           |
| 2024      | Copa Centroamericana de Concacaf 2024 | Fase de grupos   | Real Estelí                 | 1 - 1   |         | 1 - 1   | 12° lugar           |
| 2024      | Copa Centroamericana de Concacaf 2024 | Fase de grupos   | Guanacasteca                | 3 - 1   |         | 3 - 1   | 12° lugar           |
| 2024      | Copa Centroamericana de Concacaf 2024 | Fase de grupos   | Saprissa                    |         | 0 - 1   | 0 - 1   | 12° lugar           |